# Quinta de Tilcoco
Quinta de Tilcoco is een gemeente in de Chileense provincie Cachapoal in de regio Libertador General Bernardo O'Higgins. Quinta de Tilcoco telde 13.002 inwoners in 2017 en heeft een oppervlakte van 93 km².

## Geboren
- Jaime Riveros (1970), Chileens voetballer